# Matsucoccus shennongjiaensis
Matsucoccus shennongjiaensis är en insektsart som beskrevs av Young 1986. Matsucoccus shennongjiaensis ingår i släktet Matsucoccus och familjen pärlsköldlöss. Inga underarter finns listade i Catalogue of Life.